# Bodianus cylindriatus
Bodianus cylindriatus Tanaka, 1930 è un pesce di acqua salata appartenente alla famiglia Labridae.

## Distribuzione e habitat
Ha un areale abbastanza ampio; è diffuso in Giappone, dalle isole Hawaii e Chesterfield e anche nel mar dei Coralli. Nuota a profondità che variano dai 250 ai 370 m.

## Descrizione
Presenta un corpo compresso lateralmente ed abbastanza allungato; la testa ha un profilo abbastanza appuntito, mentre gli occhi sono grandi. Le pinne sono basse, la pinna dorsale è lunga, rosa-giallastra, mentre la pinna caudale non è biforcuta. Non supera i 14,2 cm.
La livrea è prevalentemente rossa-rosata, ma il ventre è bianco e dall'occhio passa una linea giallastra. Sfumature di quest'ultimo colore sono presenti soprattutto sulle pinne, che sono bianche con macchie rosse anche piuttosto ampie, come nel caso della pinna anale. Una macchia rossa abbastanza definita è presente anche sul peduncolo caudale.

## Riproduzione
È oviparo e la fecondazione è esterna. Non ci sono cure nei confronti delle uova.

## Conservazione
Questa specie non è minacciata da particolari pericoli e quindi viene classificata come "a rischio minimo" (LC) dalla lista rossa IUCN; è inoltre diffusa in diverse aree marine protette.